# Klub Interesującej Książki
Klub Interesującej Książki (KIK) – beletrystyczna seria wydawnicza Państwowego Instytutu Wydawniczego. Książki wchodzące w skład serii ukazywały się od 1958 do połowy lat 90. XX wieku. Wydawane były w miękkich okładkach, w charakterystycznej szacie graficznej. Seria publikowała wyłącznie prozę światowych pisarzy, z reguły łatwiejszą w odbiorze.

## Wybrane pozycje wydane w serii
- Margaret Atwood Kocie oko, Opowieść podręcznej, Pani Wyrocznia
- Louis Auchincloss Ja, złodziej
- Jane Austen Opactwo Northanger
- James Baldwin Mój Giovanni
- Simone de Beauvoir Kobieta zawiedziona
- Thomas Berger Mały Wielki Człowiek
- Pierre Boulle Most na rzece Kwai
- John Braine Jedyna i ostatnia miłość, Wspaniałe życie
- Antoni Czechow Dramat na polowaniu: Z notatek sędziego śledczego
- Joan Didion Demokracja, Rzekobieg
- Maurice Druon Potentaci
- Oriana Fallaci Penelopa na wojnie
- William Faulkner Gambit, Żołd
- Ford Madox Ford Dobry żołnierz: Opowieść o miłości
- John Fowles Kochanica Francuza, Mag
- Romain Gary Korzenie nieba
- Jean Giraudoux Kłamstwo, Przygody Hieronima Bardiniego, Zuzanna i Pacyfik
- Robert Graves Ja, Klaudiusz, Klaudiusz i Messalina
- Bernardo Guimarães Niewolnica Isaura
- L.P. Hartley Posłaniec
- Joseph Heller Paragraf 22
- Ernest Hemingway Wyspy na Golfsztromie, Za rzekę, w cień drzew
- Bohumil Hrabal Obsługiwałem angielskiego króla
- Henry James Dom na Placu Waszyngtona
- James Jones Długi tydzień w Parkman, Stąd do wieczności
- Elia Kazan Mordercy, Układ
- Ken Kesey Lot nad kukułczym gniazdem
- Jerzy Kosiński Cockpit, Kroki
- Giuseppe Tomasi di Lampedusa Lampart
- Halldór Laxness Czysty ton
- Nadżib Mahfuz Opowieści starego Kairu
- Klaus Mann Mefisto
- Daphne du Maurier Oberża na pustkowiu
- Larry McMurtry Na południe od Brazos
- Patrick Modiano Zagubiona dzielnica
- Iris Murdoch Skromna róża
- John Nichols Czarodziej samotności
- Bułat Okudżawa Dziewczyna moich marzeń, Mersi czyli Przypadki Szypowa, Wędrówki dyletantów: Z zapisków porucznika rezerwy Amirana Amiłachwariego
- George Orwell Rok 1984
- Erich Maria Remarque Cienie w raju, Noc w Lizbonie
- William Saroyan Pewnego dnia o zmierzchu świata
- Paul Scott Kwartet Angloindyjski: Dzień skorpiona, Klejnot Korony, Podział łupów, Wieże milczenia; oraz Ci, co pozostali, Rajskie ptaki
- Irwin Shaw Chleb na wody płynące, Dopuszczalne straty, Hotel Świętego Augustyna, Młode lwy, Pogoda dla bogaczy, Szus, Wieczór w Bizancjum
- Nevil Shute Stary pan
- Georges Simenon Kot, Premier
- Isaac Bashevis Singer Dwór, Spuścizna, Sztukmistrz z Lublina
- Steven Phillip Smith Amerykańscy chłopcy
- Howard North Autostrada
- Muriel Spark Pełnia życia panny Brodie
- John Steinbeck Na wschód od Edenu
- Anthony Trollope Rodzina Palliserów
- Dorothy Uhnak Policjanci, Śledztwo
- John Updike Wyjdź za mnie!
- Peter Ustinov Stary Człowiek i pan Smith: Bajka
- Kurt Vonnegut Kocia kołyska, Rzeźnia numer pięć
- Mika Waltari Coś w człowieku, Karin, córka Monsa
- Robert Penn Warren Mieć dokąd wrócić, Puszcza: opowieść z czasów Wojny Domowej, Spotkajmy się w zielonej dolinie
- Patrick White Żywi i umarli
- Stefan Zweig Niecierpliwość serca[2].